# Pg. 99
A pg. 99 (még mint pagenintynine, page 99, pg99) a Virginia állambeli Sterlingből származó punkegyüttes volt, az amerikai ún. screamo szcéna meghatározó tagja. 1998 telén Born Against, Neurosis, The Jesus Lizard rajongókból alakuló zenekart az átlagtól megkülönböztette, hogy hol 8, hol 9 taggal álltak ki színpadra, illetve koncertjeik extremitása, amely megmutatkozott mind hangban, mind erőszakos előadásmódjukban.
A zenekar első és egyetlen európai turnéjának sikertelensége után feloszlott. Míg Európában átlagosan 10-100 fős volt a közönség, addig búcsúkoncertjüket 700 ember előtt játszották, ahol olyan baráti zenekarok kísérték őket utolsó útjukra mint pl.: Darkest Hour, Strike Anywhere, Pig Destroyer, City of Caterpillar.

## Tagok
- Chris Taylor: vokál (további zenekarai: Malady; Mannequin; Pygmy Lush; Agoraphobic Nosebleed 2003 lemezén segédkezett)
- Blake Midgette: vokál (további zenekara: Off Transmission)
- Mike Taylor: gitár (további zenekarai: Haram; Mannequin; Pygmy Lush)
- Jonny Ward: dob (további zenekarai: Malady; Pygmy Lush; City of Caterpillar-kisegítő)
- Cory Stevenson: basszusgitár (további zenekarai: Corn On Macabre; Enemy Soil; High Speed Changer)
- TL Smoot: basszusgitár
- George Crum: gitár (további zenekarai: Forensics; High Speed Changer; Tideland)
- Brandon Evans: basszusgitár (további zenekara: City of Caterpillar; Ghastly City Sleep, Kilara)
- Jonathan Moore: gitár (további zenekarai: Malady; Verse En Coma)
- Kevin Longendyke: basszusgitár (további zenekarai: City of Caterpillar; Haram; Malady; Verse En Coma)
- Mike Casto: gitár

## Diszkográfia
| Cím                                           | Típus                                         | Kiadó, év                                                    |
| --------------------------------------------- | --------------------------------------------- | ------------------------------------------------------------ |
| document no.1                                 | demo                                          | saját kiadás, 1998                                           |
| document no.2                                 | kislemez, split 7" w/ Enemy Soil              | Sacapuntas Records, 1998                                     |
| document no.3                                 | kislemez, split 7" w/ Reactor No.7            | Robodog Records, 1999                                        |
| document no.4                                 | kislemez, tour 6"                             | Robodog Records, 1999                                        |
| document no.5                                 | album                                         | Reptilian Records                                            |
| document no.6                                 | kislemez, split 7" w/ Process is Dead         | Witching Hour Records, 2001                                  |
| document no.7                                 | EP                                            | Happy Couples Never Last, 2001 Magic Bullet, 2002 (CD EP)    |
| document no.8                                 | album                                         | Robotic Empire, 2001 (CD) Electric Human Project, 2001 (10") |
| document no.9 / A Split Personality           | kislemez, split 7" w/ City of Caterpillar     | Level Plane, 2001                                            |
| document no.10 / Do You Need a Place to Stay? | album, live split w/ Waifle                   | Magic Bullet, 2002                                           |
| document no.11                                | újrakiadás, doc.#3,#4                         | Robotic Empire, 2002                                         |
| document no.12                                | album, split w/ Majority Rule                 | Magic Bullet, 2002                                           |
| document no.13 / Pyramids in Cloth            | kislemez, split 7" w/ Circle Takes the Square | PMM Records, 2002                                            |
| document no.14                                | kislemez gyűjtemény                           | Reptilian Records, 2003 (CD)                                 |